# Neurellipes fulvimacula
Neurellipes fulvimacula är en fjärilsart som beskrevs av Paul Mabille 1890. Neurellipes fulvimacula ingår i släktet Neurellipes och familjen juvelvingar. Inga underarter finns listade i Catalogue of Life.